# Witold Jander
Witold Jander (ur. 15 grudnia 1913 r. w Poznaniu, zm. 25 października 1942 r. w Torquay) – podporucznik pilot Wojska Polskiego, żołnierz Polskich Sił Powietrznych, uczestnik walk w Afryce, odznaczony Krzyżem Walecznych.

## Życiorys
Syn Teodora i Bronisławy. Ukończył gimnazjum w Poznaniu i po maturze zgłosił się do służby w Wojsku Polskim. Odbył kurs unitarny w Szkole Podchorążych Rezerwy Piechoty i w 1935 r. przyjęty został przyjęty do Szkoły Podchorążych Rezerwy Lotnictwa w Dęblinie. Zdecydował się na kontynuowanie nauki, w związku z czym został przyjęty do Szkoły Podchorążych Lotnictwa na drugi rok X promocji. Naukę ukończył z 35. lokatą jako podporucznik pilot ze specjalnością myśliwską. Otrzymał przydział do 4. pułku lotniczego gdzie służył do listopada 1938 r. Następnie został skierowany do Szkoły Pilotażu w Grudziądzu. Do jego zadań należało szkolenie uczniów SPL oraz Szkoły Podoficerów Lotnictwa dla Małoletnich. Po wybuchu II wojny światowej wszedł w skład klucza myśliwskiego strzegącego lotniska w Ułężu. Wykonał jeden lot bojowy na przechwycenie bombowców Luftwaffe atakujących Dęblin.
Po agresji ZSRR na Polskę dostał rozkaz przekroczenia granicy z Rumunią i dołączenia do odtwarzanego Wojska Polskiego we Francji. Dotarł tam przez Jugosławię i Włochy, następnie w styczniu 1940 r. został przetransportowany do Wielkiej Brytanii i trafił do Centrum Lotnictwa Polskiego w Eastchurch gdzie uczył się języka angielskiego. Otrzymał numer służbowy RAF 76746. Po przeszkoleniu na sprzęcie brytyjskim został dołączony do dywizjonu 302. Z racji braku doświadczenia bojowego oraz przeszkolenia w brytyjskim Operational Training Unit 4 sierpnia odszedł z jednostki. Następnie został skierowany do Polskiego Oddziału Transportowego organizowanej w Afryce po dowództwem Mateusza Iżyckiego. Zajmował się rozprowadzaniem samolotów z Sekondi-Takoradi do jednostek bojowych na terenie Afryki i Bliskiego Wschodu.
Ubiegał się o powrót do latania bojowego, 1 listopada 1942 r. został skierowany do 71. Operational Training Unit w Gordon's Tree w okolicach Sudanu celem odnowienia nawyków w lataniu bojowym. Następnie trafił do Central Gunnery School w Bilbeis. Po ukończeniu szkolenia 8 lutego 1942 r. został przydzielony do 112 dywizjonu myśliwskiego RAF i w jego składzie brał udział w walkach na froncie afrykańskim. 21 lutego, w czasie wymiatania w rejonie Gazali, wziął udział w walce przeciwko sześciu Messerschmittom Bf 109F z Jagdgeschwader 27. Jego samolot został trafiony ale Jander zdołał lądować przymusowo. W trakcie przyziemienia złamał prawą nogę, trafił do szpitala w Tobruku, skąd został przeniesiony do RAF Officers' Hospital w Torquay. 25 października szpital stał się celem nalotu dwóch FW 190, w wyniku którego Witold Jander zginął. Został pochowany na Higher Cemetery w Exeter.

## Ordery i odznaczenia
Za swą służbę otrzymał odznaczenia:
- Krzyż Walecznych,
- Medal Lotniczy,
- Polowa Odznaka Pilota nr 1037.